# ألكسندر ألكسييف
ألكسندر ألكسييف (بالروسية: Алексеев, Александр Вячеславович) مواليد 30 أبريل 1981 في طشقند، الجمهورية الأوزبكية السوفيتية الاشتراكية، هو ملاكم روسي. شارك في دورة الألعاب الأولمبية الصيفية سنة 2004.

## إحصائيات
خاض خلال مسيرته 28 نزالا، فاز في 24 وتعادل في 1 وخسر في 3. فاز بالضربة القاضية في 20 نزالا.

## روابط خارجية
- ألكسندر ألكسييف على موقع بوكس ريك (الإنجليزية) (registration required)
- ألكسندر ألكسييف على موقع اللجنة الأولمبية الدولية (الإنجليزية)
- ألكسندر ألكسييف على موقع أوليمبيديا (الإنجليزية)